# Jovani Welch
Jovani Francisco Welch López (ur. 7 grudnia 1999 w mieście Panama) – panamski piłkarz występujący na pozycji defensywnego lub środkowego pomocnika, reprezentant Panamy, od 2024 roku zawodnik kolumbijskiego Millonarios.